# Hugo Raes
Hugo Raes (n. 26 de mayo de 1929 en Amberes - murió el 23 de septiembre de 2013) fue un escritor y poeta belga.